# Duran Kalkan
Duran Kalkan, né 1954 en Turquie à Güzelim (province d'Adana) est l'un des fondateurs et des dirigeants historiques du Parti des travailleurs du Kurdistan. Il est actuellement l'un des membres du conseil exécutif de la Confédération du Kurdistan (KCK).

## Biographie

### Origines et formation
Duran Kalkan naît en 1954 à Güzelim, un village du district de Tufanbeyli, dans la province d'Adana. Il vient d'une famille kurde, originaire d'Erzurum.
Il étudie à l'école normale de Düziçi. Il poursuit ses études ensuite à la section de mathématiques de la Faculté de sciences (FEN) d'Ankara, dont il sortira diplômé en 1978. Dès 1973, il se rapproche de l’association ADYOD (Association démocratique de l'enseignement supérieur d'Ankara). Il y fait la connaissance d'Abdullah Öcalan, qui commence alors à structurer un petit groupe de militants qui entreprend des recherches sur l'histoire, la situation et l'avenir politique du Kurdistan. Il fait partie des quelques étudiants d'origine turque, comme Haki Karer et  Kemal Pir, qui vont s'engager dans ce noyau de militants kurdes, et qui vont jouer un grand rôle par la suite dans le développement du mouvement.

### Le PKK

#### Membre fondateur
Il participe au congrès fondateur du PKK, qui se tient les 26 et 27 novembre 1978, dans le petit village de Fis (district de Lice, province de Diyarbakir),. Il devient connu dans l'organisation sous le nom de code de « Abbas ».

#### Un rôle central
En 1983, il est envoyé au Kurdistan irakien, avec pour mission fonder et de développer des camps de formation des HRK (Hêzên Rizgarî ya Kurdistan, Unités de libération du Kurdistan), en vue de lancer la lutte armée au Kurdistan turc. Il est le premier commandant militaire des HRK. En 1986, lors du troisième congrès du PKK, sa pratique et ses résultats sont sévèrement critiqués.
En 1987, il est envoyé en Allemagne, pour y organiser le travail politique de soutien à l'organisation. En 1988, il est arrêté. Il est jugé au cours de la série dite des « procès de Düsseldorf », qui commence le 24 octobre 1989. Dix-neuf militants kurdes, dont Duran Kalkan, Hüseyin Çelebi et Ali Haydar Kaytan, lui aussi membre du comité central du PKK, sont accusés de racket, d'incitation au meurtre, de  « kidnapping » et d'activités d'essence terroriste. Kalkan, tout comme Kaytan, passe cinq ans en prison en Allemagne,.
Libéré en 1994, il est rappelé par Abdullah Öcalan. Il est alors envoyé au Kurdistan irakien, dans la région frontière avec le Kurdistan turc, en tant que commandant militaire de l'ARGK et comme membre du conseil exécutif du PKK.

#### Après l'arrestation d'Öcalan
En 1999, il est, avec notamment Rıza Altun, Cemil Bayik, Murat Karayılan et Nizamettin Taș, l'un des membres du conseil présidentiel du PKK, constitué pour diriger le parti après l'arrestation d'Öcalan.
En 2003-2004, lorsqu'un conflit interne à l'organisation oppose les « réformistes » aux « conservateurs », Duran Kalkan se révèle comme l'un des dirigeants du camp des « conservateurs », aux côtés de Cemil Bayik et de Murat Karayilan. La tendance « réformiste » finit par être vaincue et ses dirigeants, Kani Yilmaz, Nizamettin Tas et Osman Öcalan, quittent l'organisation, pour fonder un fantomatique Partiya Welatparêzen Demokrat ên Kurdistan (PWDK - Parti des patriotes démocrates du Kurdistan). Ils seront considérés comme des traîtres, et Kanî Yilmaz sera assassiné en 2006 dans la ville de Souleymaniye.

#### À la tête du KCK
Depuis 2005, il est l'un des membres du Conseil exécutif de la Confédération du Kurdistan (KCK).
Le 13 décembre 2016, le 1er tribunal pénal de paix de Mardin a délivré un mandat d'arrêt contre Kalkan et Murat Karayılan, un autre commandant du PKK, dans le cadre d'une enquête sur le meurtre du Kaymakam de Derik, Muhammet Fatih Safitürk.
En novembre 2018, les États-Unis publient un avis de recherche qui offre une récompense de trois millions de dollars pour tout renseignement permettant son arrestation.

## Publications
- Kürdistan'da demokratik siyasetin rolu üzerine [Du rôle de la politique démocratique au Kurdistan], Çetin yayınları, 2006, 288 p.